# Імігонго

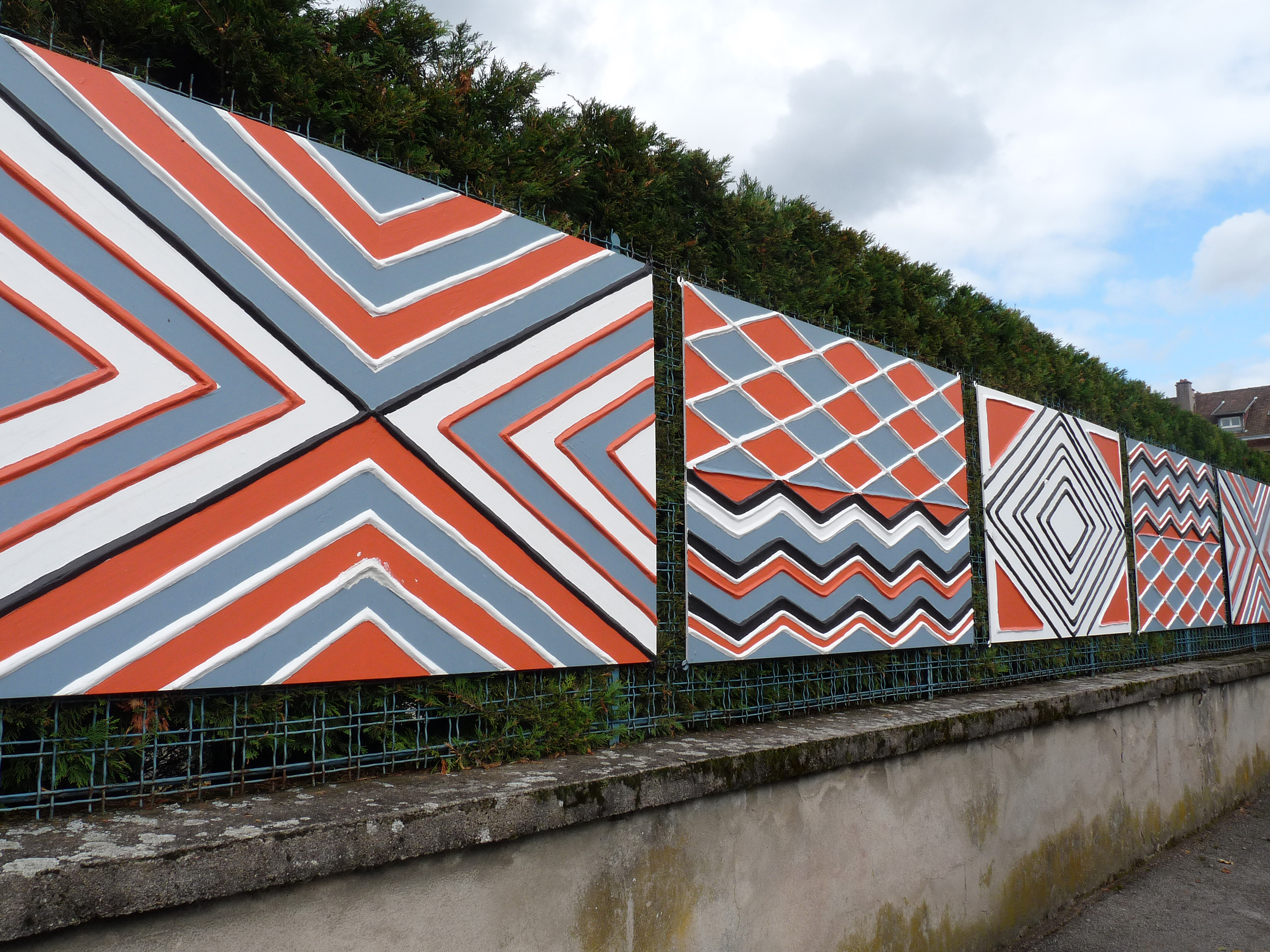
Фрески імігонго на Міжнародному географічному фестивалі в Сен-Дьє-де-Вож, Франція

Іміго́нго (кіньяруанда : [imiɡoːŋɡo]) — популярний вид декоративного мистецтва в Руанді, зразок самобутньої руандійської культури. Імігонго є багатобарвні рельєфні картини з геометричними або спіральними візерунками, які можуть як бути невеликими за розміром, так і займати цілу стіну. Мистецтвом імігонго традиційно займаються руандійські жінки. Місцеві мешканці використовують імігонго для прикраси житла і в різних церемоніях.
Після геноциду в Руанді мистецтво імігонго опинилося на межі зникнення. Його відродженням займається заснований у 2000 році жіночий кооператив «Какіра» в Кірехе. У Кірехе стіни деяких будинків прикрашені в стилі імігонго. Твори імігонго є популярним у туристів сувеніром з Руанди. Виставки мистецтва імігонго проходять у Франції та США.
Перші картини імігонго з'явилися в XIX столітті. За відомою в Кірехе версією, імігонго придумав принц Какіра, син Кімени, правителя Гісаку в провінції Кібунго, перейнявшись прикрасою житла.
У створенні імігонго використовуються коров'ячий гній та фарби органічного походження. Твори імігонго зазвичай є результатом колективної праці з розподілом обов'язків. Спочатку на дерев'яну дошку з коров'ячим гноєм наноситься рельєфний шар. Після його висихання наноситься кілька барвистих шарів. Класичними кольорами імігонго є чорний, білий і червоний. Білу фарбу готують з білої глини, червону — з глини в суміші з охрою, а чорну — з золи бананових шкірок з соком алое. Поступово імігонго починає освоювати й інші кольори, майстрині також експериментують з більш сучасними, інноваційними образами, які передають дух руандійського пейзажу, його флори і фауни, його людей.